# PictBridge
PictBridge是由照相机影像机器工业会 (CIPA)提出的直接打印的工业标准。该标准允许数字图像可以从数码相机直接通过打印机打印，而不需要把数码相机连接到计算机上。标准的正式名称是“相机与影像产品协会标准DC-001 — 2003 影像设配的数字方案”。

## 背景
对于一般消费者来说，获取数码相机中图像的印刷品并非易事。有关计算机的知识，计算机的熟悉程度以及复杂的图像应用软件通常都会成为这些消费者的障碍。在PictBridge之前，市场上一些公司也推出了数码相机直接连接打印机的解决方案，由于这些方案都是专有技术，没有一种技术得到广泛使用，所以用户只能连接同一家公司提供的数码相机和打印机。 PictBridge的出现使得任何PictBridge兼容的数码相机和打印机都可以相互连接，并从数码相机直接打印。

## 历史

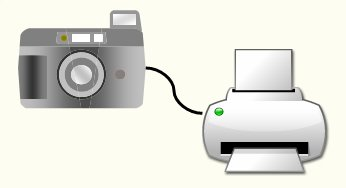
USB信号线连接数码相机和打印机

2002年12月2日，六家数字影像巨头佳能、富士、惠普、奥林巴斯、爱普生和索尼联合推出了一个名为直接打印标准（Direct Print Standard，简称DPS）的标准。符合标准的数码相机可以与符合标准的打印机相连，数码相机发送需要打印的图片数据，以及打印条件，打印机收到信息后进行打印。
2003年2月3日，在直接打印标准的基础上，相机和影像产品协会（CIPA）主导形成了影像设备的数码照片方案（Digital Photo Solutions for Imaging Devices，简称PictBridge）。
2005年4月，诺基亚推出的3G照相手机6680支持PictBridge标准，成为第一个支持该标准的照相手机。

## 技术标准

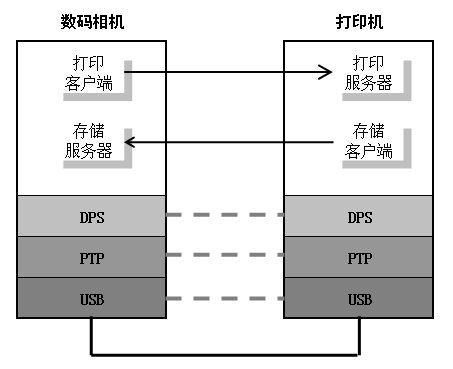
PictBridge协议栈

PictBridge定义了与传输层独立的应用层接口，使得该标准可以在将来出现的物理接口上实现。 新标准最初是把USB作为物理介质，图片传输协议作为数据传输协议。不需要个人电脑，只通过一根信号线把一台符合PictBridge标准的数码相机连接到符合PictBridge标准的打印机上，用户就可以容易地使用他们的数码相机控制打印设定，并输出高质量的图片。

## 技术特性
PictBridge支持以下特性：
1. 打印显示在数码相机的显示屏上的一张图片

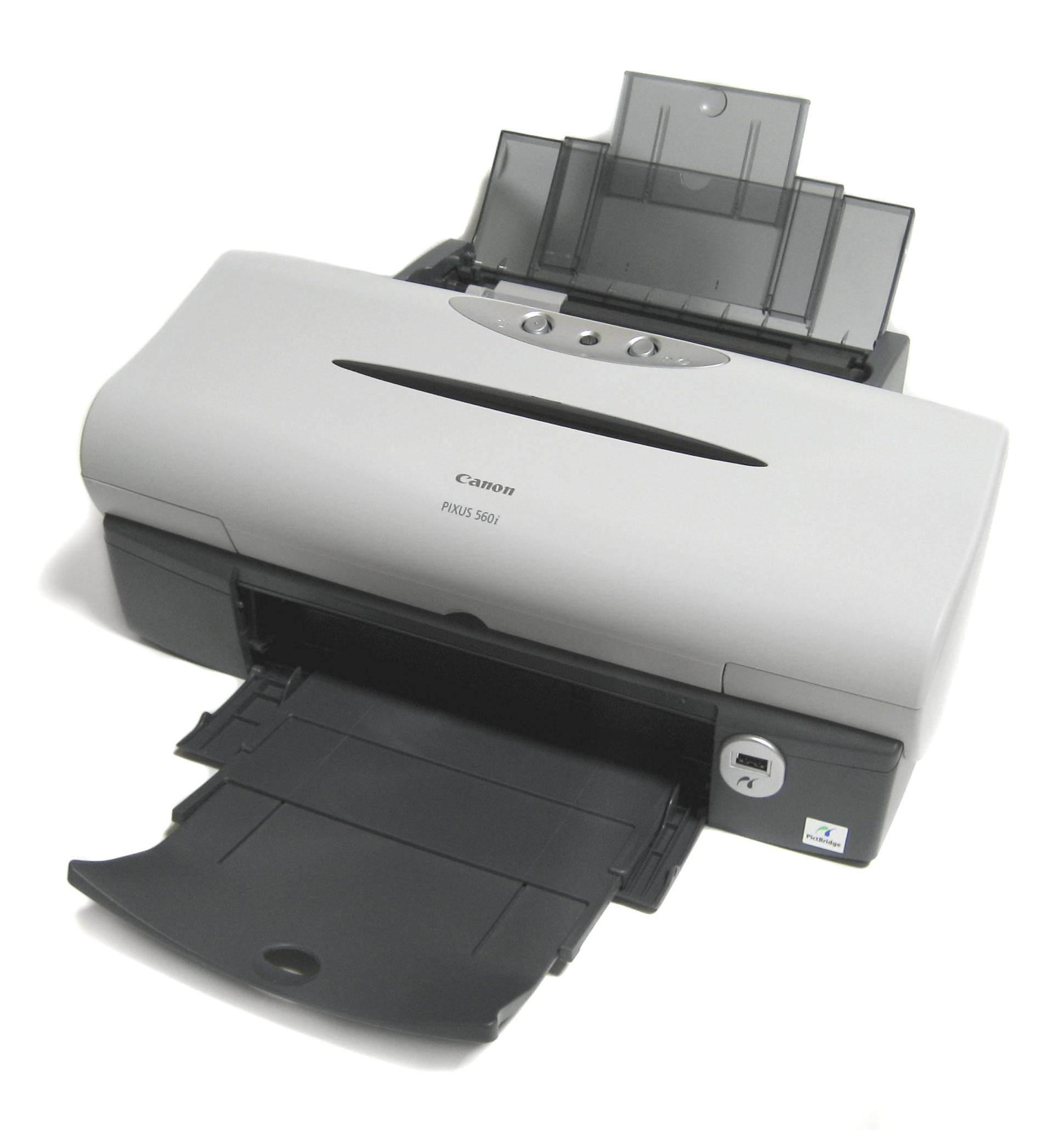
支援PictBridge的印表機──Canon PIXUS 560i

2. 通过数码相机的显示屏选择两张或多张图片进行打印
3. 自动使用DPOF设定进行打印
4. 打印一张全部图片的索引片
5. 打印全部图片。

使用打印设置选项的高级特性包括：
1. 通过设定打印区域打印图片的局部
2. 打印一张图片多份拷贝
3. 在图片上打印拍摄日期
4. 设定打印的准确幅面

一些打印机的状态信息可以显示在数码相机的显示屏上，包括：
1. 连接已建立
2. 打印错误
3. 打印进展
4. 打印任务完成
5. 信号线可以安全断开

附加打印任务控制能力：
1. 中断一个打印任务
2. 从可恢复的错误中重新开始